# Bystryzja (Nadwirna)
Bystryzja (ukrainisch Бистриця; russisch Быстрица Bystriza, polnisch Rafajłowa) ist ein Dorf in der ukrainischen Oblast Iwano-Frankiwsk mit etwa 1000 Einwohnern (2001).

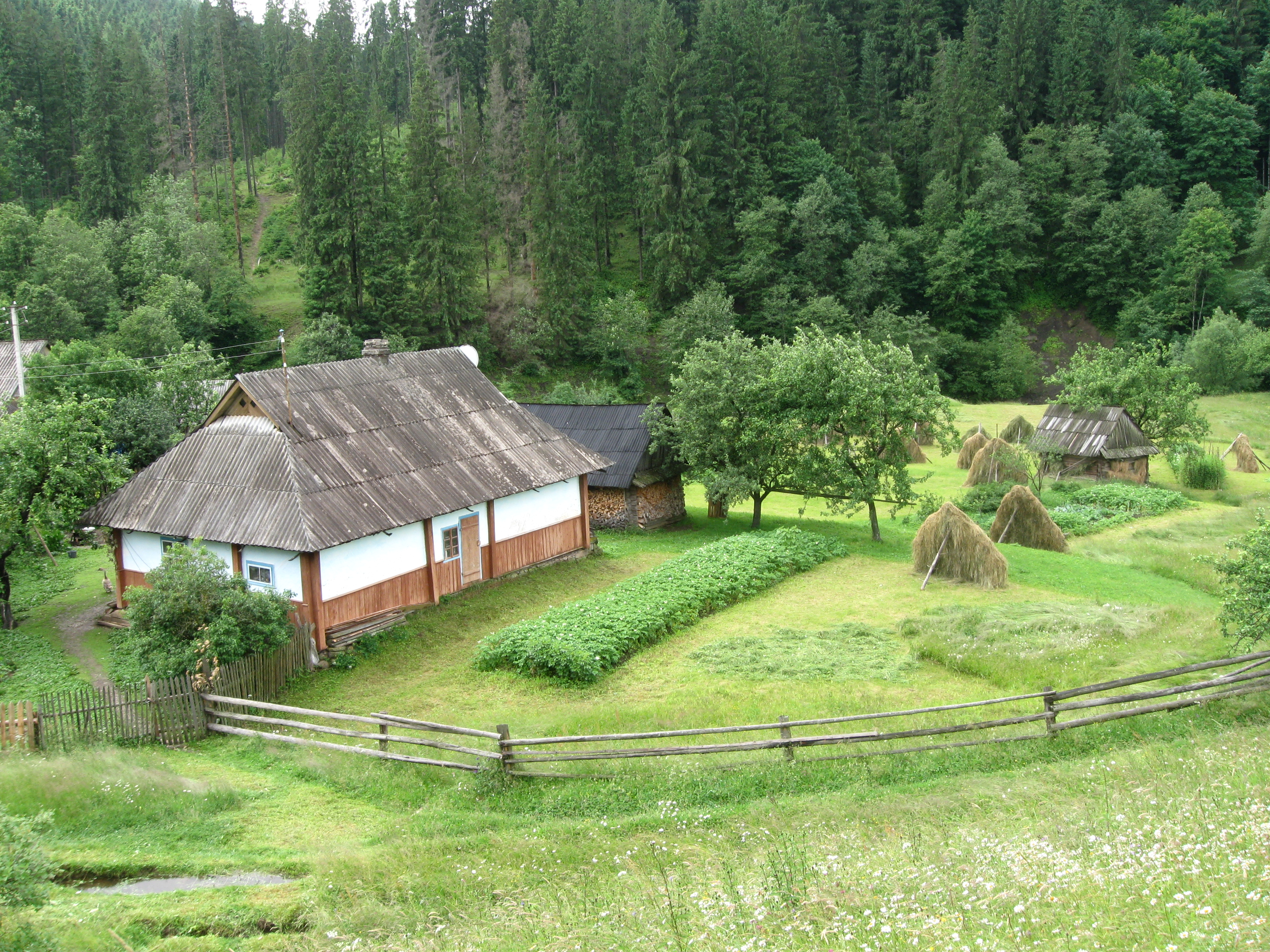
Bauernhof im Dorf

## Geographische Lage
Die Ortschaft liegt im Gorgany, einem Gebirgszug der Waldkarpaten, auf einer Höhe von 777 m am Ufer der Bystryzja Nadwirnjanska (Бистриця Надвірнянська). Bystryzja befindet sich im Westen des Rajon Nadwirna 31 km südwestlich vom Rajonzentrum Nadwirna. Im Dorf beginnt die Territorialstraße T–09–06, die bis ins Stadtzentrum des 65 km nordöstlich liegenden Oblastzentrums Iwano-Frankiwsk führt.
Südöstlich der Ortschaft liegt der 1371 m hohe Dowha mit dem Wintersport-Resort Bukowel.

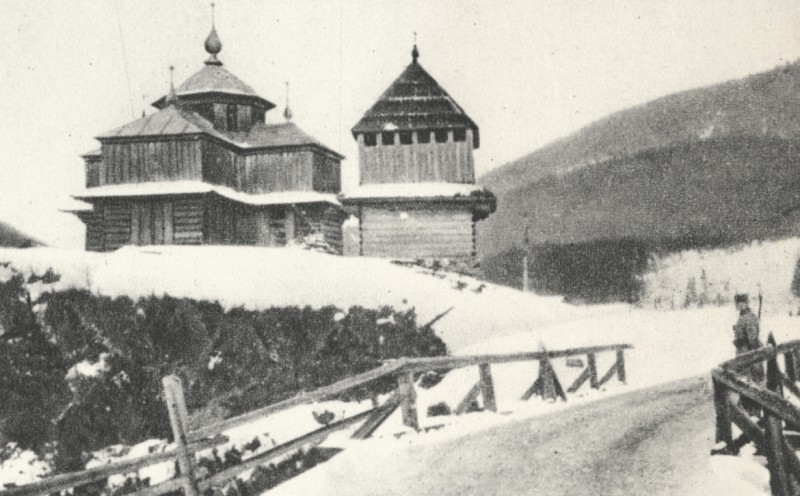
Orthodoxe Kirche im Dorf im Winter 1914/15

## Geschichte
Das erstmals 1819 schriftlich erwähnte Dorf hieß bis 1946 Rafajlowa (Рафайлова).
Vor dem Ersten Weltkrieg lag das Dorf im Bezirk Nadwórna des österreichischen Kronlandes Galizien und Lodomerien.
Während des Ersten Weltkriegs fand bei der Ortschaft vom 23. bis 24. Januar 1915 die Schlacht bei Rafajłowa zwischen der auf Österreichisch-ungarischer Seite stehenden, siegreichen Truppen der II. Brigade  der Polnischen Legionen und der Russischen Armee statt.
Nach diesem Krieg wurde das Dorf der Zweiten Polnischen Republik zugeschlagen und in die Woiwodschaft Stanislau eingegliedert. Nach dem Zweiten Weltkrieg kam das Dorf an die Ukrainische SSR innerhalb der Sowjetunion. Nach deren Zerfall 1991 ist Bystryzja Bestandteil der unabhängigen Ukraine.
Zwischen 1897 und 1968 führte die, vom Bahnhof Nadwirna an der Bahnstrecke Sighetu Marmației–Iwano-Frankiwsk ausgehende Waldbahn Nadwirna durch das Bystryzjatal nach Bystryzja.
Am 5. März 2020 wurde das Dorf ein Teil der neu gegründeten Landgemeinde Poljanyzja im Rajon Nadwirna, bis dahin bildete es zusammen mit den Dörfern Klympuschi (Климпуші) sowie den Ansiedlungen Prytschil (Причіл) und Shary die Landratsgemeinde Bystryzja (Пнівська сільська рада/Pniwska silska rada) im Süden des Rajons.